# Vulgichneumon diminutus
Vulgichneumon diminutus là một loài tò vò trong họ Ichneumonidae.